# USS Wahtah (YT-140)
USS Wahtah (YT-140), później YTB-140 był amerykańskim holownikiem portowym typu Woban, który służył w US Navy w trakcie i po II wojnie światowej.
Stępkę „Wahtah” położono 28 sierpnia 1939 w Portsmouth w stoczni Norfolk Naval Shipyard. Został zwodowany 14 grudnia 1939, matką chrzestną była Marie Yvonne Thornton. Wkrótce potem wszedł do służby w Washington Navy Yard.
Przez całą służbę „Wahtah” był przydzielony do Washington Navy Yard pełniąc lokalne zadania holownicze, zapewniając zabezpieczenie przeciwpożarowe i inne podobne zadania pomocnicze. 15 maja 1944 Został przeklasyfikowany na duży holownik portowy i zmieniono jego oznaczenie na YTB-140.
Skreślony z listy 15 października 1974 został wkrótce sprzedany.